# William Haughton
William Haughton ( -1605) was een Engels toneelschrijver in de bloeitijd van het Engels renaissancetheater. In de periode 1597 tot 1602 werkte hij samen met onder meer Henry Chettle, Thomas Dekker, John Day, Richard Hathwaye en Wentworth Smith.
Het weinige wat over zijn leven bekend is, valt af te leiden uit het dagboek van de Londense theatermanager Philip Henslowe, voor wie hij al zijn werk schreef. Zijn stukken werden uitgevoerd door de gezelschappen Admiral's Men en Worcester's Men. Henslowe hanteert overigens vele verschillende spellingen van Haughtons naam. Het dagboek vermeldt ook dat Henslowe op 10 maart 1600 tien shilling aan Haughton leende om hem vrij te krijgen uit de gevangenis.
Aan Haughton worden 23 stukken toegeschreven, die hij of alleen of samen met anderen heeft geschreven. Tot zijn solowerk wordt in elk geval gerekend de komedie Englishmen for My Money, or A Woman will have her Will (1598) en een groot deel van Patient Grissel (met Dekker en Chettle) (1599). 
Haughton maakte zijn testament op op 6 juni 1605, waarbij Wentworth Smith een van de getuigen was.
- Bibliothèque nationale de France: cb143059854 (data)
- Gemeinsame Normdatei: 118709127
- International Standard Name Identifier: 0000 0000 6211 7897
- Library of Congress Control Number: n83206512
- Nationale Bibliotheek van Israël: 987007276383505171
- Nederlandse Thesaurus van Auteursnamen: 070593922
- SNAC: w64t9g10
- Système universitaire de documentation: 119781387
- Virtual International Authority File: 29147423141344881742
- WorldCat: E39PBJxMqM4H3JH4KkbPqrgVG3